# Herbortice
Herbortice (německy Herbotitz) jsou malá vesnice a část obce Cotkytle v okrese Ústí nad Orlicí. Nachází se asi jeden kilometr západně od Cotkytle. Herbortice jsou také název katastrálního území o rozloze 3,99 km².

## Historie
První písemná zmínka o vesnici pochází z roku 1304.

## Pamětihodnosti
- Přírodní rezervace Selský les
- Přírodní rezervace V Dole
- Přírodní památka Selský potok